# Hugo Larsson
Hugo Emanuel Larsson (ur. 27 czerwca 2004 w Svarte) – szwedzki piłkarz, występujący na pozycji pomocnika w niemieckim klubie Eintracht Frankfurt oraz w reprezentacji Szwecji.

## Sukcesy

### Malmö FF[4]
- Mistrzostwo Szwecji: 2023
- Puchar Szwecji: 2022